# Uzbekistan i olympiska vinterspelen 1998
Uzbekistan deltog med fyra deltagare vid de olympiska vinterspelen 1998 i Nagano. Ingen av landets deltagare erövrade någon medalj.

## Alpin skidåkning
- Komil Urunbayev

## Konståkning
- Tatyana Malinina
- Roman Skornyakov

## Freestyle
- Lina Tjerjazova